# Ricasso

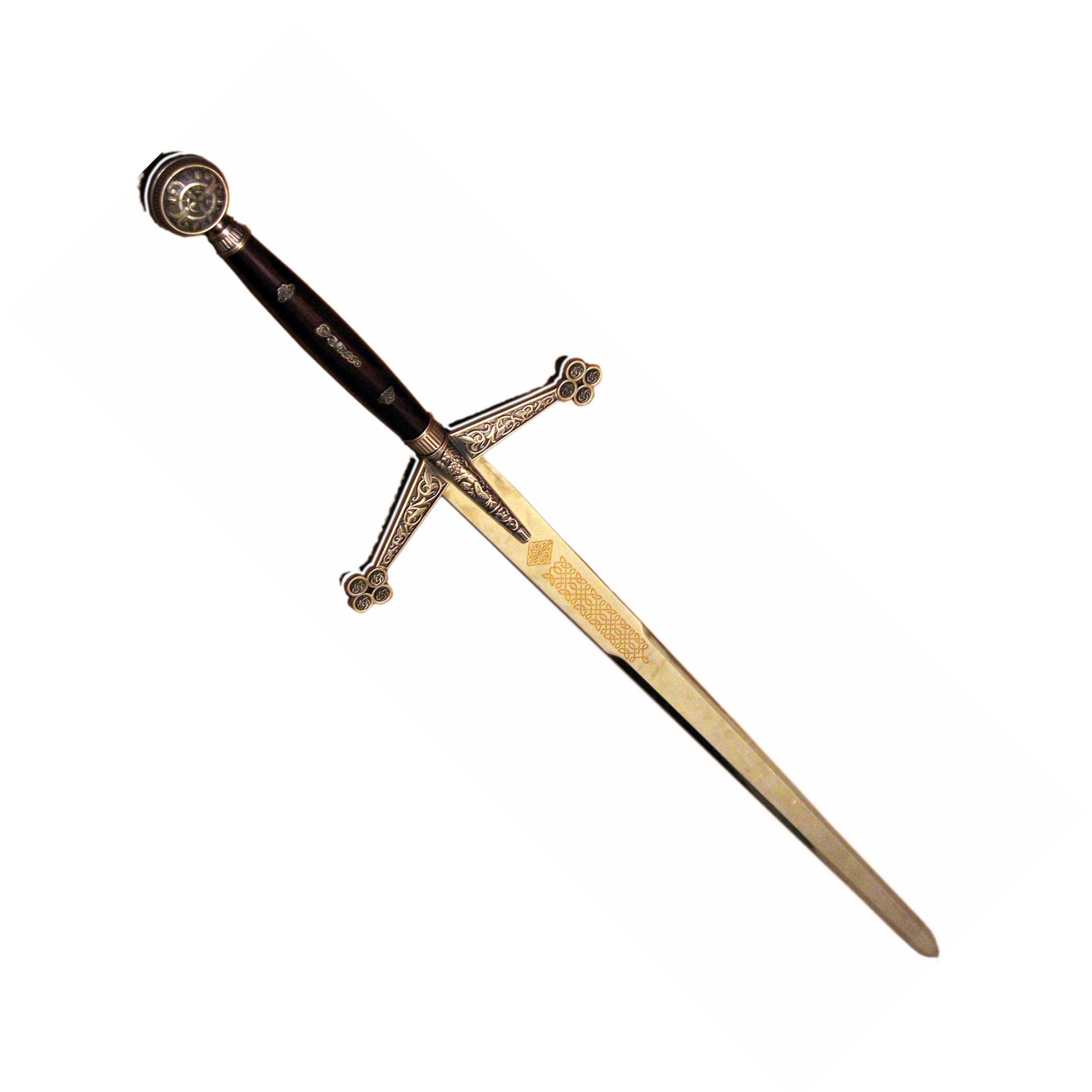
Claymore avec le ricasso (partie de la lame non affutée) entre la lame et la garde.

Le ricasso est une partie de la lame non affûtée d'une épée ou d'un couteau.
C'est une partie relativement courte, ne dépassant pas plus d'un quart de la lame, qui se trouve juste après la garde. Le ricasso est non affûté, et sert soit à parer, soit à pouvoir tenir la lame à la main sans se couper, ce qui est particulièrement pratique lorsque la lame est très grande, comme sur les espadons, claymores, ou autres. Sur les couteaux pliants, le ricasso permet à la lame de pouvoir buter sur un élément du mécanisme de fermeture, sans endommager la partie tranchante de la lame.
Le ricasso fournit aussi une plus grande surface d'appui pour la garde ou la virole, réduisant les risques de jeu ou de matage qui nuiraient terriblement à la solidité de l'arme ou à la sécurité de l'utilisateur.
Sur les petites épées notamment, à lame de section triangulaire à pans creux, un ricasso est absolument nécessaire, car les trois arêtes restantes une fois qu'on a dégagé la soie seraient absolument insuffisantes pour servir d'appui convenable à la garde sur ces armes utilisées exclusivement d'estoc.